# SCCA-Ljubljana
SCCA-Ljubljana je zavod za sodobno umetnost. Ustanovila ga je Založba Cf. leta 2000. Sedež ima v Ljubljani. Nasledil je Sorosov center za sodobne umetnosti-Ljubljana, ki je deloval v letih 1993–1999.
Ukvarja se z raziskovanjem, arhiviranjem, izobraževanjem in svetovanjem. Ima javno dostopno knjižnico domače in tuje literature s področja sodobne umetnosti. Od leta 2005 upravlja digitalni video arhiv Postaja DIVA, spletni in fizični arhiv umetniškega videa, filma in novomedijske umetnosti.

### Svet zavoda (od 1. septembra 2019)[4]
- Alvina Žuraj
- Miha Kelemina
- Vesna Bukovec
- Igor Prassel
- Polona Lovšin